# Beaurepaire (Wandea)
Beaurepaire – miejscowość i gmina we Francji, w regionie Kraj Loary, w departamencie Wandea.
Według danych na rok 2010 gminę zamieszkiwało 2185 osób, a gęstość zaludnienia wynosiła 90 osób/km².